# Exsula nigridorsa
Exsula nigridorsa là một loài bướm đêm trong họ Noctuidae.